# 北清真寺
开封北清真寺位于河南省开封市顺河回族区铁塔四街1号，俗称北大寺。

## 历史与文物
开封北清真寺，据考创建于唐代，寺坐西朝东，内有大殿六间，顶为碧色琉璃瓦覆盖。是开封市区内最具历史、最富盛名的四所清真寺之一。其余三所分别为开封东大寺、善义堂清真寺、文殊寺。也是回族人口众多的开封古城中的清真寺十三坊之一。2008年，北清真寺作为古建筑被列入第五批河南省文物保护单位。

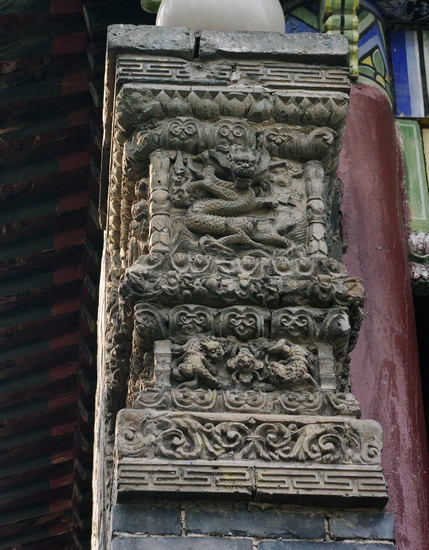
北大寺内石雕

### 包拯遗迹龙马负图处碑
北清真寺大殿左角门有石刻一方，篆书“龙马负图处”五字，下款“嘉？二年三月龙图阁学士知开封府包拯”正书。此碑为清乾隆五十年（1785），河南布政使江兰在开封市郊黑岗口黄河大堤下掘出。出土后曾建祠盖亭进行收藏。后祠亭圮废，碑迁入寺内。是包拯为数不多的存世遗迹之一。

### 其它文物
寺中亦存有宋、清碑刻，其中刻于清道光二十年（1840年）的阿拉伯文《可兰经文碑》，是研究伊斯兰教的珍贵资料。

## 参看
- 开封东大寺
- 河南省文物保护单位